# Phalarodon
Phalarodon is een geslacht van uitgestorven zeereptielen dat behoort tot de Ichthyosauria. Het leefde in het Midden-Trias (Anisien - Ladinien, ongeveer 244 - 240 miljoen jaar geleden) en zijn fossiele overblijfselen zijn gevonden in Noord-Amerika, China, Europa en het eiland Spitsbergen.

## Naamgeving
Het geslacht Phalarodon werd in 1910 benoemd door John Campbell Merriam, op basis van fossielen gevonden in Noord-Amerika in bodems uit het Midden-Trias. De typesoort is Phalarodon fraasi. De geslachtsnaam is afgeleid van het Grieks φάλαρα, 'wangknop van een helm', en odoon, 'tand', een verwijzing naar de bolle tandvorm. De soortaanduiding eert Eberhard Fraas.
Het holotype is UCMP 9853, een schedel met onderkaken gevonden in Humboldt County, Nevada, in een laag van de Pridaformatie.
Andere soorten die in dit geslacht werden geplaatst, zijn Phalarodon callawayi, Phalarodon nordenskjoeldi (beide vaak als identiek aan de typesoort beschouwd), Phalarodon major (= Ichthyosaurus (Mixosaurus) atavus var. major, Fraas 1891), 'de grotere', gebaseerd op holotype SMNS 7631) en Phalarodon atavus (echter beschouwd als een afzonderlijk geslacht, Contectopalatus); resten vergelijkbaar met Phalarodon fraasi en Phalarodon atavus werden gevonden in China, terwijl resten van Phalarodon fraasi en Phalarodon nordenskjioeldi werden gevonden in Spitsbergen.

## Beschrijving
Phalarodon was een kleine ichthyosauriër, over het algemeen niet meer dan anderhalve meter lang. Het lichaam was compact en had, zoals alle ichthyosauriërs, vinachtige poten. Als onderscheid met zeer vergelijkbare dieren zoals Mixosaurus, bezat Phalarodon verschillende kenmerken. De neuszone toont een opvallend beenplateau bij het neusgat. De voorste bovenkaak en onderkaak zijn tandeloos. Het gebit in de achterkant van de muil bestaat uit stevige, stompe tanden, waarschijnlijk geschikt voor een durofaag dieet. Daarnaast was Phalarodon voorzien van een zesde vinger in de arm en een langwerpig opperarmbeen. Ten slotte was de schedel voorzien van een grote kam, die naar voren uitstak tussen de oogkassen en waarvan het wandbeen een groot deel uitmaakte. Het vijfde middenhandsbeen heeft een inkeping in de voorrand.
Verder was Phalarodon uitgerust met meerdere rijen open tandwortels die in de kaak aanwezig waren, maar deze waren niet gerangschikt in de voor verwanten typische maxillaire groeven, maar in speciale alveoli, tandkassen.

## Fylogenie
Phalarodon is lang beschouwd als een nomen dubium of identiek aan Mixosaurus (Jiang et alii, 2003); meer recent onderzoek heeft het onderscheid tussen de twee geslachten aangetoond; Phalarodon lijkt een vertegenwoordiger van de mixosauriden, maar met een duidelijke specialisatie voor durofagie.

## Paleobiologie
Phalarodon, voorzien van spitse tanden vooraan en in het midden van de kaken en met stompe, stevige tanden aan de achterkant, was waarschijnlijk een dier dat de schalen van bodemdieren kon pletten.